# Pine Ridge (hrabstwo Collier)
Pine Ridge – jednostka osadnicza w Stanach Zjednoczonych, w stanie Floryda, w hrabstwie Collier.